# Dorking Tye
Dorking Tye is een gehucht in het bestuurlijke gebied Babergh, in het Engelse graafschap Suffolk. Het maakt deel van de civil parish Assington. De plaats telt twee monumentale panden, te weten Barn to the North West of Dorking Tye House, en Dorking Tye House.